# Noël Delberghe
Noël Delberghe, född 25 december 1897 i Tourcoing, död 17 september 1965 i Paris, var en fransk vattenpolospelare. Delberghe ingick i Frankrikes landslag vid olympiska sommarspelen 1924. Frankrike tog OS-guld i herrarnas vattenpolo på hemmaplan i Paris.